# ブラックヒルズ

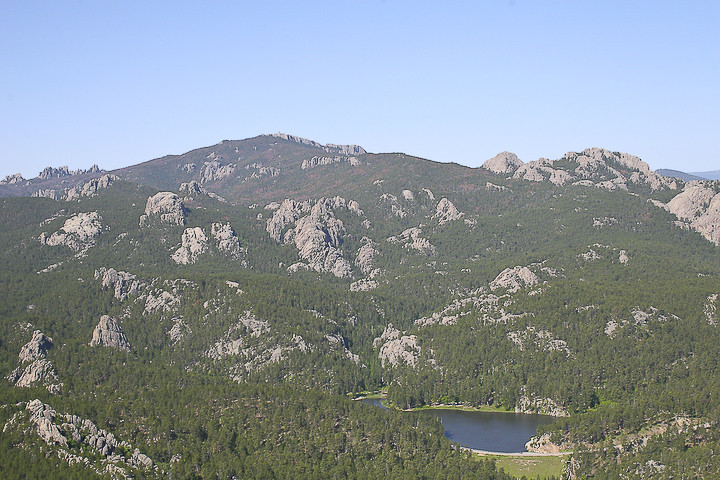
ブラックヒルズ

ブラックヒルズ (Black Hills) とは、アメリカ、サウスダコタ州とワイオミング州の州境に存在する山地。

## その歴史
最高地点は2206mのハーニー山。少なくとも紀元前7000年頃からインディアンたちが散在した。アリカラ族が1500年頃に到達し、そのあとからシャイアン族、クロウ族、カイオワ族、ポーニー族が現れ住み着いた。スー族（ラコタ）が18世紀にミネソタからやって来て、他の部族を追い出し、パハ・サパ（黒い丘）と名づけ、自然崇拝で偉大な精霊の宿る聖地として崇めた。

## 金鉱の発見
もともと金鉱の噂があったが、1874年にカスター将軍がブラックヒルズに豊かな金の脈があるとして金鉱床を発見してゴールド・ラッシュが起こり、以来、白人の探鉱者によって第二次ララミー砦条約を無視した進入が激増して行き、スー族の聖なる土地のあちらこちらを破壊していった。彼らの作った道はカスター道と呼ばれる。このため、聖地ブラックヒルズを守るスー族との間で激しい戦いが繰り広げられている。

## ララミー条約裁判

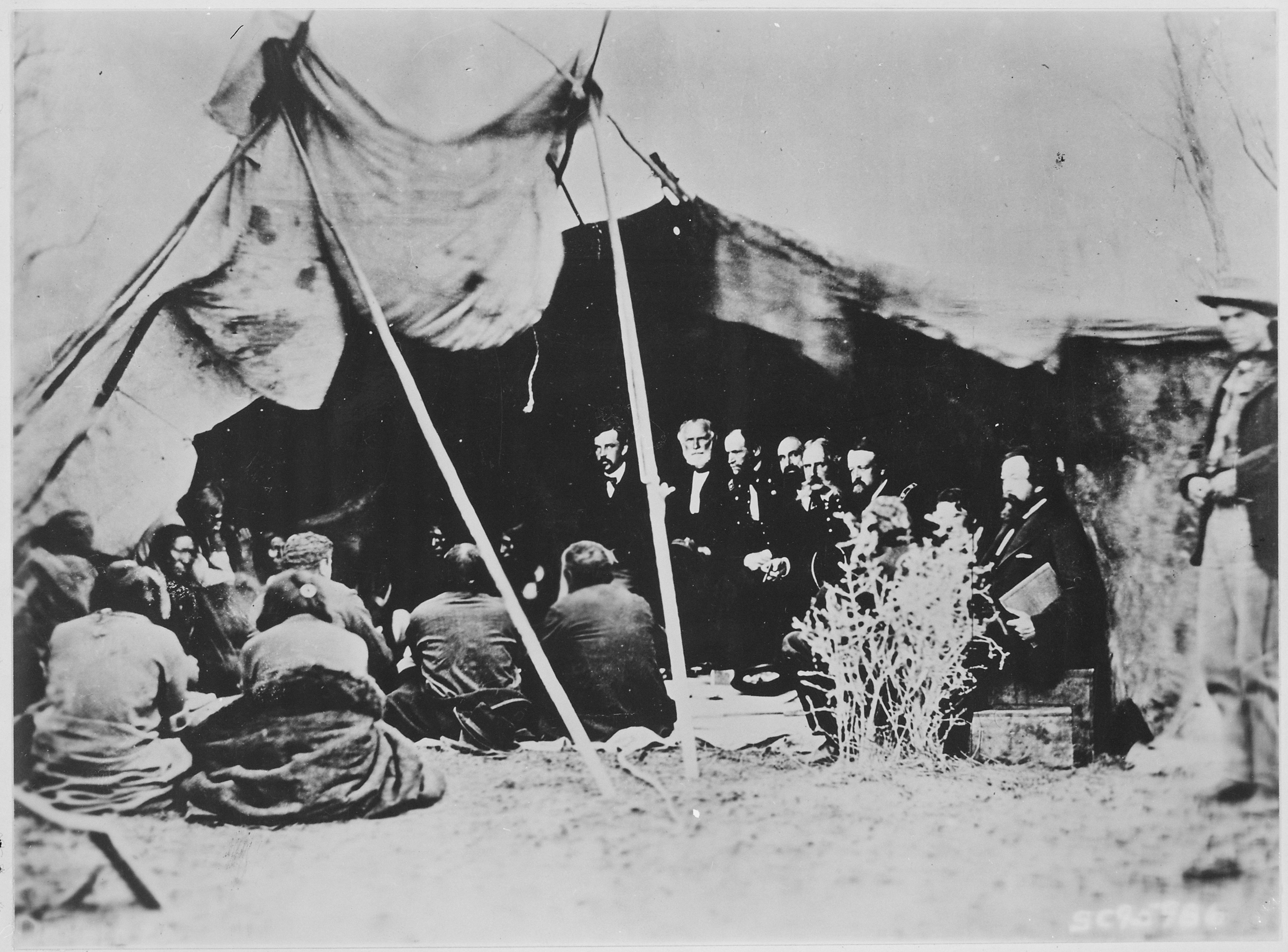
1868年の「ララミー砦の条約」に「署名」するウィリアム・テクムセ・シャーマンとスー族

1868年の第二次ララミー砦条約で、白人側は、ブラック・ヒルズ一帯は「永遠にスー族のものであり、狩りの場であり、白人の立ち入りは禁止される」という文言を基にこれをスー族と確約した。　
ところが金鉱が見つかると、アメリカ政府は1876年にこの条約を反故にするブラックヒルズ戦争を行って、1877年にはブラックヒルズを差し押さえた。この間、リトルビッグホーンの戦い(1876年)において、カスター将軍と第7騎兵隊が全滅している。）
ララミー砦での条約の文言は、「ブラックヒルズは、太陽が光り輝き、草が生える間は、スー族のものである」という、あいまいで抽象的な表現で書かれており、さらに「インディアンがそれを返したくなるまでは」と付け加えられている。
アメリカ政府は、この文言を都合よく捻じ曲げて解釈した。一帯は豪雪地帯であり、冬ともなれば空は曇天におおわれ「太陽は光り輝かず」、大地は深雪に覆われて「草は生えなくなる」と言えなくもないのである。このとんち問答のようなあいまいな文言を巡り、スー族と連邦政府は、半世紀を超える法廷闘争を続けている。
20世紀スー族の長老マシュー・キングは、パハ・サパについてこうコメントしている。
「白人どもはわしらを馬鹿扱いしているからな。　誰かがあんたの家を盗みにやって来て、あんたを蹴り出し、またやって来てこう言ったと思いなさい。『おお、すまんすまん、こりゃ悪かった、ほれ、お前の家の代わりに50セントやろう！』若いの、やつらは全くインディアンを小馬鹿にしとるだろう？」
1890年12月29日、騎兵隊がスー族から武器を取り上げようとしていたとき、ウンデット・ニーの虐殺事件発生。
1980年6月30日、米国最高裁判所はララミー砦条約違反を認め、スー族に当時の実勢土地価格1750万ドルと、103年間の利子分1億500万ドルの支払いを連邦側に求めた。連邦側はこれに応じる姿勢であるが、スー族はこれを断固拒否していて、利子額は累積し続け、莫大な額になっている。　
つまり、ブラック・ヒルズは最高裁も認めた白人による不法占拠地である。

## 地下資源
この山脈には銀やタングステン、スズ、石炭、石油も開発されており、米国科学アカデミーによって、「全米の生贄の地域（National Sacrifice Area、en:Sacrifice zone）」に指定されている。
5000トンの見積もりのある埋蔵ウラニウムを巡っては、「テネシー渓谷開発公社」、「ユニオン・カーバイド」、「シェブロン」、「アナコンダ（ARCO）」、ブリティッシュ・カナダの「リオ・アルゴン」、「ワイオミング鉱物（ウェスチングハウス）」、「カー・マックギー」などの多国籍企業がこれに群がっている。
ユニオン・カーバイドが採掘権を押さえているクレーヴン渓谷にはラコタ・スー族の神聖な岩がある。彼らだけが把握しているウランの量は、少なくとも数千億ドル見積もられ、ブラックヒルズの数十万エーカーを覆っている。

## 観光地としてのブラック・ヒルズ
ラシュモア山やクレイジー・ホース記念碑、ウインドケーブ国立公園などの国立公園があり、観光地としても知られる。